# Dissuasion et prolifération nucléaires au XXIe siècle
- États possédant l'arme nucléaire selon le TNP (États-Unis, Russie, Royaume-Uni, France, république populaire de Chine)
- États ayant reconnu posséder l'arme nucléaire (Inde, Pakistan, Corée du Nord)
- État possédant l'arme nucléaire sans reconnaissance officielle (Israël)
- États hébergeant l'arme nucléaire à travers l'Organisation du traité de l'Atlantique nord (OTAN) à cette date (Belgique, Allemagne, Pays-Bas, Italie, Turquie)
- États anciennement dotés de l'arme nucléaire (Biélorussie, Kazakhstan, Ukraine, Afrique du Sud)

La dissuasion et la prolifération nucléaires au XXIe siècle sont une dimension clé des politiques de sécurité nationale des États qui possèdent l'arme nucléaire ou développent un programme nucléaire, et occupent une place centrale dans les négociations multilatérales relatives à la non-prolifération et au désarmement nucléaires qui sont conduites dans le cadre de l'ONU, de l'Agence internationale de l'énergie atomique, du traité sur la non-prolifération et des relations entre les grandes puissances.
Aucune des cinq puissances qui possédaient l'arme nucléaire au sortir de la guerre froide n'y a renoncé depuis, et dans les années 1990 et 2000, quatre États l'ont acquise : l'Inde, le Pakistan, Israël et la Corée du Nord. La dissuasion nucléaire occupe une place importante dans la stratégie de sécurité nationale de ces neuf États, mais les concepts et les priorités varient de l'un à l'autre. Les États-Unis et la Russie demeurent attachés à une dissuasion fondée sur des capacités de destruction massive et n'excluent pas des frappes préemptives. La Chine, la France et le Royaume-Uni à l'opposé appliquent le concept de dissuasion minimale reposant sur le principe de la « stricte suffisance » de leurs capacités.
Malgré le passage de cinq à neuf puissances nucléaires, des avancées ont en parallèle été enregistrées en matière de réduction des arsenaux nucléaires et de lutte contre la prolifération. Sur le plan quantitatif, les États-Unis et la Russie ont réduit leur arsenal dans des proportions considérables, ils en ont en revanche poursuivi la modernisation qualitative. La France et le Royaume-Uni, à une échelle bien moindre, ont fait de même. Une dizaine de pays ont renoncé à l'arme nucléaire en interrompant leur programme. Tous les États du monde sauf quatre ont signé le traité sur la non-prolifération des armes nucléaires (TNP). Tous ne l’ont cependant pas ratifié.
Le TNP et l'Agence internationale de l'énergie atomique (AIEA) demeurent les deux piliers de la limitation de la prolifération nucléaire. Des zones sans armes nucléaires ont aussi été instaurées par plusieurs traités comme le traité de Bangkok qui vise à créer une zone exempte d'armes nucléaires en Asie du Sud-Est, ou le traité de l'espace qui interdit la mise en place d'armes nucléaires dans l'espace extra-atmosphérique. Les dispositifs pour contrôler les risques de prolifération ont été renforcés dans les années 1990 et 2000 dans le but d'exercer un contrôle très étroit des matières fissiles et d'éviter tout risque de terrorisme nucléaire.
La tendance s'inverse durant la décennie 2010. Les États-Unis, la Russie et la Chine consacrent des moyens considérables à la modernisation de leurs arsenaux nucléaires. Après la fin en 2002 du traité sur les défenses antimissiles (ABM) et en 2019 de celui sur les forces nucléaires intermédiaires (FNI), le seul traité qui limite les capacités nucléaires des États-Unis et de la Russie est le traité New Start sur les armes stratégiques dont les négociations pour le prolonger au-delà de février 2021 sont au point mort début 2020. Les tensions liées aux programmes nucléaires de la Corée du Nord et de l'Iran sont extrêmement fortes, qui accroissent les risques de prolifération régionale, notamment au Moyen-Orient.

## Dissuasion nucléaire et désarmement: le second âge nucléaire
L'arme et la dissuasion nucléaires demeurent au centre des politiques de sécurité nationale des États qui possèdent l'arme nucléaire, malgré les engagements pris de contrôle et de limitation des armes nucléaires et les pressions exercées par de nombreux pays à l'ONU et des ONG, notamment via la Campagne internationale pour l'abolition des armes nucléaires (ICAN). La dissuasion nucléaire demeure pour les Occidentaux une double assurance contre les risques liés à la prolifération et la possibilité de la résurgence d'une menace majeure venant de Chine, de Russie ou d'ailleurs.
Depuis le milieu des années 1990, l'expression « second âge nucléaire » apparait qui se réfère à un monde nucléaire qui n'est plus dominé par le face à face Est-Ouest. Une date symbolique de ce nouvel état est l'explosion par l'Inde et le Pakistan d'une série de bombes nucléaires. La zone euro-atlantique demeure au XXIe siècle un théâtre nucléaire, mais le centre de gravité des enjeux de dissuasion et de prolifération nucléaires se déplace vers l'Asie et la situation géopolitique au Moyen-Orient porte en germe l'émergence d'une troisième zone nucléarisée.
En outre, depuis le début du XXIe siècle le risque terroriste nucléaire est intégré aux politiques de sécurité. Enfin, les technologies nouvelles ouvrent des perspectives de développement de nouvelles armes conventionnelles et nucléaires, venant modifier leurs scénarios d'emploi.
À la fin de la décennie 2010, la détérioration du contexte géostratégique d'ensemble accroit les désaccords entre les trois puissances nucléaires principales, la Chine et la Russie étant surtout préoccupées par les défenses antimissiles tandis que les États-Unis cherchent à négocier à trois une nouvelle réduction des armements stratégiques, voire tactiques, ce que la Chine refuse absolument. Dans le même temps, le clivage s'accentue entre les États nucléaires et les autres qui leur reprochent de ne pas s'engager sur la voie des désarment, rendant plus compliquée la lutte contre la prolifération à laquelle les premiers sont très attachés.

### Forces nucléaires auXXIesiècle

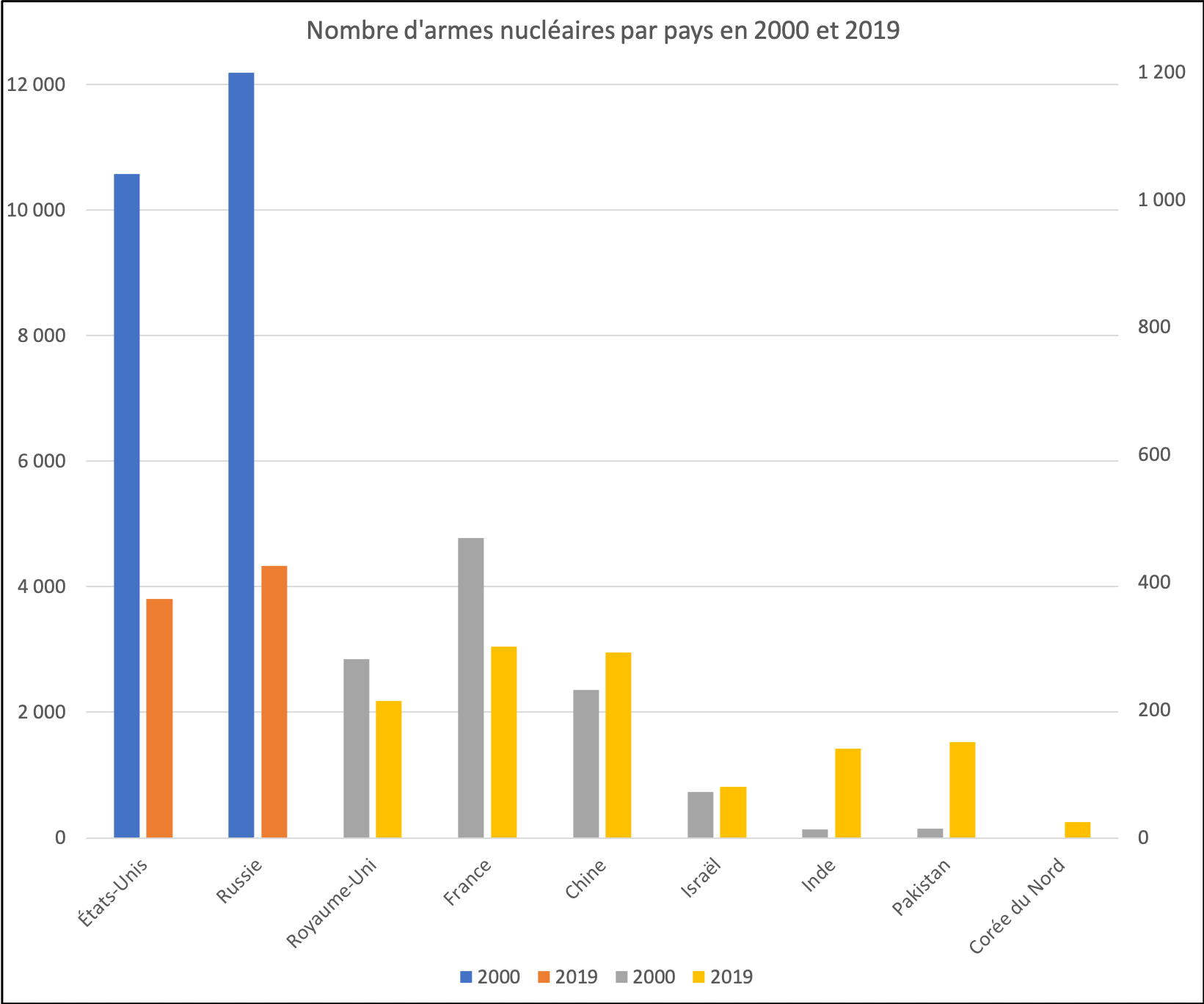
Nombre d'armes nucléaires par pays en 2000 et 2019
(double échelle, à gauche pour les États-Unis et la Russie, à droite pour les autres puissances).

La fin de la guerre froide favorise les initiatives de désarmement. Gorbatchev et Reagan sont tout près à Helsinki en 1986 de s'entendre sur un véritable traité de désarmement nucléaire. À défaut, ils signent en 1987 le traité sur les forces nucléaires à portée intermédiaire qui élimine totalement les missiles d'une portée comprise entre 500 et 5 500 km. Les États-Unis et la Russie continuent de s'entendre sur la réduction de leurs arsenaux nucléaires stratégiques ; le plus récent accord en la matière est le traité New Start signé en 2010 par Obama et Medvedev par lequel les plafonds d'ogives et de vecteurs nucléaires sont réduits. Ces deux puissances possèdent toujours des armes nucléaires tactiques. Malgré une réduction des deux-tiers du nombre de leurs armes nucléaires depuis la fin de la guerre froide, les États-Unis et la Russie possèdent dans les années 2010 près de 90 % des armes nucléaires dans le monde.
Les trois autres puissances nucléaires historiques, la Chine, la France et le Royaume-Uni, possèdent entre 200 et 300 armes chacune, un nombre assez stable depuis le début du siècle. Selon les termes employés par la France, elles appliquent un « principe de stricte suffisance pour déterminer le niveau de leurs forces nucléaires » et consacrent les moyens qui leur sont dévolus essentiellement à les rendre plus robustes et à renouveler leurs vecteurs. Toutefois, selon le Pentagone et sans que cela soit confirmé officiellement par Pékin, la Chine entreprend au début des années 2020 de développer considérablement ses forces nucléaires stratégiques.
L'Inde et le Pakistan développent de façon continue depuis le début de ce siècle des capacités nucléaires très comparables dont la principale raison d'être est leur antagonisme mais aussi plus généralement leurs aspirations à être des puissances régionales, capable de ne pas être soumises à la Chine. Lors de la confrontation indo-pakistanaise de 2001-2002, l'emploi de l'arme nucléaire ne fut évité que de justesse.

### Remise en cause de l'équilibre nucléaire de l'après-guerre froide entre les grandes puissances
Durant la guerre froide, les États-Unis et l'Union soviétique s'entendent pour diminuer les risques de guerre nucléaire entre eux, réduire leur arsenal nucléaire et éviter que d'autres États se dotent à leur tour de l'arme nucléaire. Les traités bilatéraux ou multilatéraux signés entre 1963 et 1991 ont mis fin à la course aux armements conventionnels et nucléaires entre les États-Unis et la Russie, et constituent toujours au début du XXIe siècle la base du droit international en matière d'armes nucléaires. Après l'effondrement de l'Union soviétique, la Russie et les États-Unis continuent par étape de réduire leur arsenal nucléaire stratégique. Dans les années 1990, le monde vit une période de stabilité nucléaire comme il n'en a plus connu depuis les années 1950.
En 2009 et 2010, durant les deux premières années de sa présidence, Obama se prononce clairement pour poursuivre la politique de réduction des armes nucléaires. Dans un discours à Prague, il dit « j'affirme clairement et avec conviction l'engagement de l'Amérique à rechercher la paix et la sécurité dans un monde sans armes nucléaires » et annonce comme premières mesures concrètes la réduction du « rôle des armes nucléaires dans [la] stratégie de sécurité nationale » des États-Unis, et la négociation d'un « nouveau traité de réduction des armes stratégiques avec la Russie ». Celui-ci, dit New Start, est signé en 2010.
Mais, le paysage géopolitique et stratégique mondial évolue en sens inverse dans les années 2010. Illustrant cette évolution récente, le document « Examen de la Posture Nucléaire » publié par le gouvernement américain en 2018 affirme que « les menaces mondiales ont nettement augmenté depuis (...) 2010 » et que « les États-Unis se trouvent maintenant dans un environnement de menaces nucléaires plus diverses et technologiquement avancées que jamais auparavant ». Ce document réaffirme que « les capacités nucléaires des États-Unis ne peuvent pas empêcher tous les conflits, (...) mais [elles] apportent une contribution unique à la prévention des actes d’agression de nature nucléaire et non nucléaire » et présente un plan de modernisation substantiel des forces nucléaires américaines.
Entre les deux super-puissances nucléaires, de nouveau en compétition depuis le renouveau de l'influence internationale et des moyens militaires de la Russie, les désaccords l'emportent durant les années 2010 sur l'élargissement de l'OTAN, le traité sur les forces nucléaires intermédiaires, ou encore la défense antimissile. La fin du traité sur les forces nucléaires intermédiaires (FNI) en août 2019 en est une des conséquences. En 2020, le traité New Start sur les armes nucléaires stratégiques est le dernier qui lie encore les États-Unis et la Russie, dont les dirigeants émettent des signaux contradictoires sur leur volonté de le voir prolongé ou renégocié. Ce traité est finalement prorogé in extremis début 2021 pour une durée de cinq ans.
Les relations entre les États-Unis et la Russie sont dominées depuis 2014 par la diminution du niveau de confiance réciproque et par la perception que la stabilité stratégique est menacée par le renforcement de l'arsenal nucléaire de chaque camp. En raison de la faiblesse de ses forces conventionnelles durant les années 1990 et 2000, la Russie a toujours maintenu un arsenal nucléaire stratégique et tactique important et souvent réaffirmé qu'elle pourrait utiliser l'arme nucléaire contre tout type d'agression qui menacerait son existence. L'existence d'un arsenal nucléaire tactique russe beaucoup plus important que celui des Américains est mis en avant par ceux aux États-Unis qui pensent que le seuil d'utilisation des armes nucléaires a été sensiblement abaissé ces dernières années. Les deux pays sont au début d'une nouvelle course aux armements nucléaires de faible puissance et de très haute technologie, capables de s'affranchir des défenses antimissiles,,.
Le changement le plus visible est l'émergence de la Chine comme une grande puissance économique et militaire. Son budget de défense est depuis 2007 le deuxième au monde. La montée en puissance de ses capacités militaires est une des raisons de la dénonciation du traité FNI par les États-Unis et de leurs hésitations sur la suite à donner au traité New Start. La Chine, dont l'arsenal nucléaire était limité à la fin de la guerre froide, l'a développé ; elle dispose depuis le début des années 2010 de capacités nucléaires comparables à celles des deux puissances européennes et en accélère le développement au début des années 2020,.
| Puissance nucléaire | Armes nucléaires | ICBM | IRBM | Avion | SNLE  |
| ------------------- | ---------------- | ---- | ---- | ----- | ----- |
| Russie              | 4 330            | ✔️   | ❌   | ✔️    | ✔️    |
| États-Unis          | 3 800            | ✔️   | ❌   | ✔️    | ✔️    |
| France              | 300              | ❌   | ❌   | ✔️    | ✔️    |
| Chine               | 290              | ✔️   | ✔️   | ?     | ✔️    |
| Royaume-Uni         | 215              | ❌   | ❌   | ❌    | ✔️    |
| Pakistan            | 150              | ❌   | ✔️   | ✔️    | ❌    |
| Inde                | 140              | ❌   | ✔️   | ✔️    | ✔️    |
| Israël              | 80               | ❌   | ✔️   | ✔️    | [ c ] |
| Corée du Nord       | 25               | ?    | ?    | ❌    | ❌    |

La France et le Royaume-Uni maintiennent leurs forces nucléaires à un niveau inférieur à celui atteint durant la guerre froide mais stabilisé tout au long de la décennie 2010, dans une logique de stricte suffisance,. Les accords de Lancaster House de 2010 renforcent la coopération franco-britannique dans le domaine nucléaire.
Israël réussit à maintenir sa politique d'opacité sur ses forces nucléaires. Israël acquiert en Allemagne six sous-marins de la classe Dolphin qu'elle aurait équipés de missiles de croisière (SLCM) de sa fabrication, capables d'emporter une charge nucléaire lui donnant ainsi une capacité de seconde frappe. Avec ses avions d'origine américaine F-15 et F-16 et ses missiles Jéricho, Israël disposerait d'une triade nucléaire complète.

### Nouvelles puissances nucléaires régionales
En sus des cinq grandes puissances nucléaires, trois pays possèdent officiellement l'arme nucléaire, la Corée du Nord, l'Inde et le Pakistan, et un pays, Israël, la possède sans jamais l'avoir officiellement reconnu.

#### Transition de la guerre froide au second âge nucléaire
Les cinq puissances nucléaires veulent éviter que d'autres États acquièrent à leur tour l'arme nucléaire. Le succès le plus significatif de la lutte contre la prolifération est le renoncement par les nouveaux États où étaient déployées des armes nucléaires de l'Union soviétique de les conserver : par le protocole de Lisbonne signé en 1992, la Biélorussie, l'Ukraine et le Kazakhstan détruisent ou restituent à la Russie les armes nucléaires sur leur sol. La Russie est ainsi dans ce domaine la seule héritière de l'URSS.
D'autres États ont renoncé à aller au bout de leur programme nucléaire, comme l'Afrique du Sud, la Libye et la Suède, ou ont été contraints d'y mettre un terme comme l'Irak et la Syrie.

#### Inde et Pakistan
En revanche, à la fin des années 1990, les deux principales puissances de l'Océan indien, l'Inde et le Pakistan, acquièrent une capacité nucléaire. Bien qu'elles deux et la Chine aient historiquement soutenu l'idée d'abolir les armes nucléaires, les trois nations se sont engagées durant ce siècle sur la voie d' un renforcement constant de leurs capacités stratégiques. Cette expansion reflète leur conviction que l'abolition mondiale des armes nucléaires est peu probable, tandis que les menaces à la sécurité auxquelles elles sont confrontées exigent un investissement solide dans leurs moyens de dissuasion nucléaire. En outre, bien que ces trois États reconnaissent que les puissances nucléaires historiques ont réduit la taille de leurs propres arsenaux au cours des dernières années, aucun d'entre eux ne juge que ces réductions rend injustifiée une expansion de leurs propres capacités stratégiques.

#### Corée du Nord, quatrième État nucléaire en Asie
La Corée du Nord est le neuvième État à accéder au rang de puissance nucléaire, en procédant à un premier essai nucléaire en 2006, qui est suivi de cinq autres essais entre 2009 et 2017. Initié dès les années 1950 avec l'aide de Moscou et Pékin, le programme nucléaire nord-coréen prend de l'ampleur dans les années 1980, alors même que le pays rejoint le traité sur la non-prolifération (TNP) en 1985. En 1989, grâce à des images satellite, les États-Unis acquièrent la certitude que la Corée du Nord conduit un programme nucléaire militaire. Depuis lors, les temps forts diplomatiques alternent avec les crises.
En 2003, la Corée du Nord se retire du TNP. Les tensions sont extrêmes avec les États-Unis en 2016 et 2017 quand la Corée du Nord procède à des essais nucléaires de plus grande puissance et à des lancements de missiles balistiques de portée intermédiaire ou intercontinentale. En 2018, un dégel diplomatique intervient entre les deux Corées et un sommet a lieu à Singapour entre Kim Jong-un et Donald Trump, sans résultat très concret. En février 2019, un nouveau sommet entre les deux dirigeants à Hanoï tourne court lorsque les États-Unis maintiennent leur demande maximaliste que la Corée du Nord abandonne toutes ses installations d'armes nucléaires avant tout allégement des sanctions. Une visite à Panmunjom en juin 2019 ne permet pas de relance du processus, tout comme les pourparlers en Suède durant le second semestre. En décembre 2019, la Corée du Nord déclare que la dénucléarisation est « hors de propos ». La Corée du Nord continue de développer son arsenal de bombes nucléaires et de missiles balistiques, et la Corée du Sud renforce sa défense antimissile en propre et par des moyens déployés par les États-Unis,,.
L'opacité du régime nord-coréen ne permet pas d'évaluer de façon certaine à quel stade de développement opérationnel de ses forces nucléaires Pyongyang est parvenu. Il est certain que depuis 2006 la Corée du Nord, qui investit autour d'un quart de son PIB dans la défense, a beaucoup progressé pour ce qui est de la puissance de ses armes atomiques comme des performances de ses missiles balistiques. Une question centrale demeure de savoir si elle a réussi à développer des ogives nucléaires pleinement opérationnelles pouvant être livrées avec un missile balistique et, après une rentrée atmosphérique violente, exploser comme prévu,.

### Parapluie nucléaire
Sans être détenteurs de l'arme nucléaire, des pays d'Europe et d'Asie ont signé des traités d'alliance avec des puissances nucléaires. Ces pays bénéficient donc du « parapluie nucléaire » de leurs protecteurs. Toutefois, la crédibilité de l'éventuel emploi d'armes nucléaires pour honorer les engagements pris dans ces traités d'alliance a toujours été un sujet de débat, notamment au sein de l'OTAN. La décision de la France de bâtir une force nationale de dissuasion nucléaire résulte directement des doutes nourris par le général de Gaulle à cet égard et sa volonté d'indépendance de la France.
Au XXIe siècle, les alliés des États-Unis en Europe au sein de l'OTAN et le Japon et la Corée du Sud en Asie sont dans cette situation. De même les alliés de la Russie au sein de l'Organisation du traité de sécurité collective bénéficient de son parapluie nucléaire. Au total, quatorze pays ont des armes nucléaires américaines ou russes sur leur territoire.

### Désarmement nucléaire: utopie ou objectif à long terme?
Le traité sur l'interdiction des armes nucléaires (TIAN) est adopté à l'Assemblée générale de l'ONU en 2017 par 122 voix pour sur 124 votes. Fin 2019, ce traité a été ratifié par trente-cinq États, son entrée en vigueur nécessite que cinquante États l'ait ratifié. Aucune des puissances nucléaires ne l'a voté. Les États qui le soutiennent considèrent que ce nouveau traité appuie l'application de l'article VI du TNP qui dispose que « chacune des Parties au Traité s'engage à poursuivre de bonne foi des négociations sur des mesures efficaces relatives à la cessation de la course aux armements nucléaires à une date rapprochée et au désarmement nucléaire ».
La France considère que « le TIAN est un texte inadapté au contexte sécuritaire international marqué par la résurgence des menaces d’emploi de la force, le réarmement nucléaire russe, les tensions régionales et les crises de prolifération »,.

### Évolution du niveau global des risques nucléaires
Les facteurs soulignés précédemment, relance de la compétition entre les grandes puissances, tensions régionales fortes au Moyen-Orient et en Asie du Sud, émergence de nouveaux risques de prolifération et de terrorisme, aggravent depuis le début des années 2010 le risque d'emploi d'armes nucléaires. Le Bulletin of the Atomic Scientists (BAS) publie depuis 1947 un indicateur nommé « horloge de la fin du monde » (en anglais Doomsday clock) qui affiche une heure plus ou moins proche de minuit, heure symbolique de la fin du monde, selon que les menaces nucléaires, écologiques et technologiques s'aggravent ou s'éloignent. Aux dires des scientifiques qui actualisent régulièrement cet indicateur, depuis le début du XXIe siècle le monde est progressivement entré dans un second âge nucléaire plus dangereux encore qu'aux pires heures du premier âge nucléaire durant la guerre froide.
L'aggravation récente des risques nucléaires en 2018 et 2019 résulte moins de facteurs intrinsèquement liés aux armes et stratégies nucléaires que de la dégradation des relations entre les trois grandes puissances, la déconstruction de traités de limitation des armements et de cadres d'action multilatéraux, et de l'absence de perspective d'accord à court terme avec la Corée du Nord et l'Iran. Les moyens par lesquels les dirigeants politiques ont auparavant géré les dangers qui menacent le monde sont démantelés ou sapés, sans effort réaliste pour les remplacer par de nouveaux ou meilleurs régimes de gestion.

## Limitation des risques et de la prolifération nucléaires
| Signé | Libellé                                                                              |
| ----- | ------------------------------------------------------------------------------------ |
| 1959  | Traité sur l'Antarctique                                                             |
| 1963  | Traité d'interdiction partielle des essais nucléaires                                |
| 1967  | Traité de l'espace                                                                   |
| 1967  | Traité de Tlatelolco                                                                 |
| 1968  | Traité sur la non-prolifération des armes nucléaires                                 |
| 1971  | Traité de désarmement sur le fond des mers et des océans                             |
| 1972  | Accord intérimaire de limitation des armes stratégiques (dit SALT I)                 |
| 1972  | Traité de limitation des systèmes contre les missiles balistiques (dit Traité ABM)   |
| 1973  | Accord relatif à la prévention de la guerre nucléaire (en)                           |
| 1979  | Traité sur la Lune                                                                   |
| 1985  | Traité de Rarotonga                                                                  |
| 1987  | Traité sur les forces nucléaires à portée intermédiaire (dit FNI)                    |
| 1988  | Accord sur les notifications de lancements de missiles balistiques                   |
| 1991  | Traité de réduction et de limitation des armes stratégiques offensives (dit START I) |
| 1991  | Protocole de Lisbonne avec la Biélorussie, l'Ukraine et le Kazakhstan                |
| 1995  | Traité de Bangkok                                                                    |
| 1996  | Traité de Pelindaba                                                                  |
| 1996  | Traité d'interdiction complète des essais nucléaires (TICE)                          |
| 2002  | Traité de réduction des armes stratégiques offensives (dit SORT)                     |
| 2002  | Code de conduite de La Haye contre la prolifération des missiles balistiques (HCOC)  |
| 2005  | Convention internationale pour la répression des actes de terrorisme nucléaire       |
| 2006  | Traité de Semipalatinsk                                                              |
| 2010  | Traité de réduction des armes stratégiques (dit New Start)                           |
| 2015  | Accord de Vienne sur le nucléaire iranien (PAGC)                                     |
| 2017  | Traité sur l’interdiction des armes nucléaires                                       |

Au sortir de la guerre froide, cinq puissances possèdent l'arme nucléaire : les États-Unis, la Russie, la Chine, le Royaume-Uni et la France. Elles sont aussi les cinq membres permanents du Conseil de sécurité et parmi les États les plus riches de la planète.
Prévenir la prolifération nucléaire est un objectif partagé dès l'apparition de l'arme nucléaire, qui se heurte initialement à la volonté des quelques États qui durant la guerre froide veulent s'en doter, mais qui adhèrent à cet objectif une fois acquis leur statut de puissance nucléaire.

### Problématique de la prolifération
La barrière technologique pour accéder à l’arme nucléaire n’est pas aisément franchissable, mais elle est néanmoins à la portée de dizaines d’États. La difficulté réside moins dans la conception de la charge explosive que dans l’acquisition d’un stock suffisant de matière fissile de qualité militaire, raison pour laquelle les contrôles de l’AIEA portent essentiellement sur le combustible nucléaire. En 1996, lors de la négociation du Traité d'interdiction complète des essais nucléaires (TICE), 44 États sont techniquement capables de produire rapidement une quantité significative de matière fissile, raison pour laquelle leur ratification du traité est considérée comme indispensable à son entrée en vigueur.
La troisième étape pour disposer d'une force nucléaire opérationnelle est de parvenir à miniaturiser suffisamment la tête nucléaire pour pouvoir la placer sur un vecteur, missile ou avion, dont il faut par ailleurs maîtriser la technologie ou à défaut avoir la capacité politique et financière de s'en procurer.

### Instruments de non-prolifération des armes nucléaires
Plusieurs traités encadrent les risques de prolifération. Le plus important sur le plan mondial est le traité sur la non-prolifération des armes nucléaires (TNP) Mais d'autres traités y contribuent dans une approche régionale : les traités sur les zones exemptes d'armes nucléaire, le traité sur l'Antarctique, celui sur le fond des mers et celui sur l'espace.

#### Traité sur la non-prolifération des armes nucléaires
Le TNP est en vigueur depuis 1970. À fin 2019, le traité a été ratifié par 191 États. Signataire en 1985, la Corée du Nord s'en retire en 2003. L'Inde, le Pakistan et Israël ne l'ont jamais signé. Les cinq États dotés d'armes nucléaires (EDAN) s'engagent à ne pas transférer d'armes nucléaires aux États non dotés (ENDAN) et à ne pas les aider à en fabriquer ou à en acquérir. En application de ce traité, les États non dotés d'armes nucléaires (ENDAN) signataires ont contracté l'obligation de soumettre aux garanties de l'AIEA toutes leurs matières nucléaires dans toutes leurs activités nucléaires pacifiques, aux fins de s'assurer que lesdites matières ne seront pas détournées vers des armes nucléaires ou d'autres dispositifs explosifs nucléaires,.
Les fragilités intrinsèques à la dissuasion nucléaire incitent l'immense majorité des pays à lutter contre la prolifération, comme l'a confirmé, en 1995, la décision de prolonger le TNP pour une durée indéterminée.
L'article VI du TNP engage les EDAN à mener des négociations afin d'aboutir à terme au désarmement nucléaire. Lors de la conférence d'examen du TNP de 2010, les États-Unis et la Russie mettent en avant le traité New Start comme preuve qu'ils respectent cette obligation. Durant les années 2010, les deux super-puissances nucléaires ne mènent aucune nouvelle négociation dans ce sens et sont l'objet de critiques de la part des États non nucléaires et des mouvements anti-nucléaires. La conférence d'examen d'avril 2020, pourtant perçue comme particulièrement importante dans un contexte de risque d'effondrement des limitations bilatérales d'armes nucléaires entre les États-Unis et la Russie et de fragilisation du système multilatéral de non-prolifération, est repoussée à une date ultérieure en raison de la pandémie de Covid-19,.

#### Rôle clé de l'Agence internationale de l'énergie atomique dans le respect du TNP
L’Agence a été créée en 1957 en tant qu’organisme mondial de « L’atome pour la paix » au sein du système des Nations Unies. Dès l'origine, ses États membres lui confient la mission de s'assurer « que l'aide fournie par elle-même ou à sa demande ou sous sa direction ou sous son contrôle n'est pas utilisée de manière à servir à des fins militaires ». Le système des garanties de l'AIEA prend toute sa valeur en 1970, lors de l'entrée en vigueur du TNP : afin d'offrir un cadre juridique approprié et identique pour tous ses signataires, un modèle d'accord de garanties est élaboré, essentiellement basé sur la vérification par l'AIEA de la comptabilité des matières nucléaires déclarées.
La découverte en 1991 du programme nucléaire militaire clandestin de l'Irak et les difficultés rencontrées par l'AIEA en Corée du Nord pour vérifier le stock initial de matières nucléaires déclarées mettent en évidence l'insuffisance des mesures appliquées dans le cadre de ces accords de garanties signés par ces deux États, parties au TNP. En réponse, l'AIEA met sur pied à partir de 1993 un ambitieux programme de renforcement des garanties, communément appelé « Programme 93+2 », qui comporte deux objectifs fondamentaux : le renforcement des capacités de l'Agence à détecter des activités clandestines ou des matières nucléaires non déclarées dans les ENDAN, et l'augmentation de l'efficacité et du rendement des garanties,.

#### Autres initiatives et régimes de contrôle
Moins contraignants que des traités, ne relevant pas du système de droit international de l'ONU, un ensemble d'initiatives multinationales ont été lancées ou renforcées ces vingt dernières années qui contribuent à réduire les risques de prolifération en complément du TNP,.
Quatre régimes multilatéraux de contrôle des exportations et la lutte contre la prolifération sont en place fin 2019 : le Comité Zangger, le Groupe des fournisseurs nucléaires, le Régime de contrôle de la technologie des missiles, et l’Arrangement de Wassenaar. Ces « régimes de fournisseurs » sont des clubs informels d'États qui s'accordent sur des règles communes à respecter dans le domaine des exportations des biens et des technologies pouvant contribuer au développement, à l’acquisition et à l’utilisation des armes nucléaires. Ainsi le Comité Zangger, qui compte 39 États membres, veille depuis 1971 à la bonne application de l'article III du TNP et sa liste des technologies sensibles est reprise en 1994 par l'AIEA.

### Négociations de non-prolifération et de désarmement enlisées

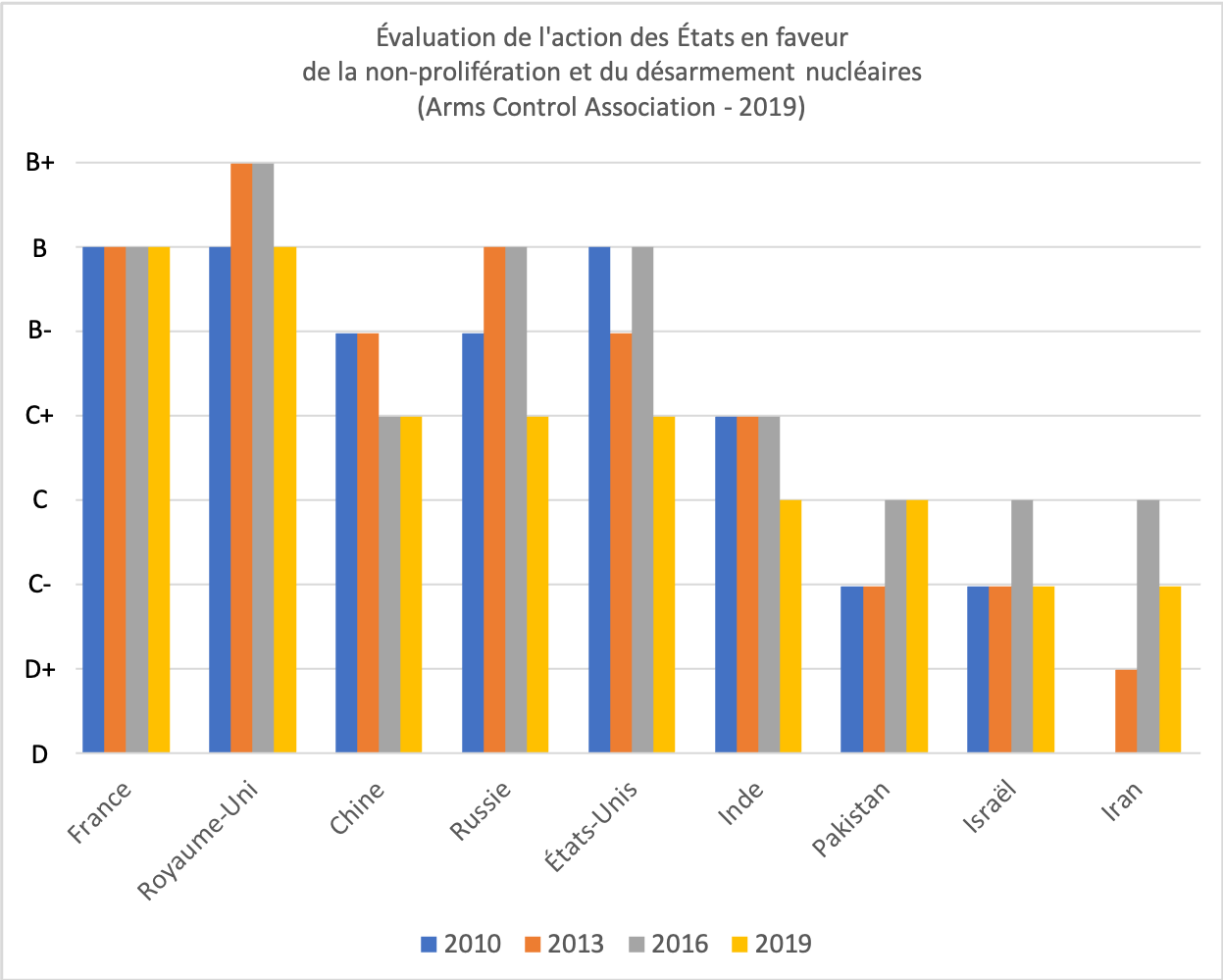
Score par pays en 2010, 2013, 2016 et 2019, évalué sur plusieurs critères : arrêt des essais nucléaires et de la production de matières fissiles, réduction des forces nucléaires, adhésion aux traités et aux régimes. favorisant la non-prolifération.

Globalement, les États nucléaires durant les années 2010 tendent à relancer l'accroissement quantitatif et la modernisation de leurs arsenaux et à moins exercer leur leadership et leur coopération en faveur de la non-prolifération et du désarmement.
Les instances multilatérales du désarmement n'enregistrent plus d'avancées depuis le début du siècle. Le traité d'interdiction complète des essais nucléaires (TICE) signé en 1996 n'est toujours pas ratifié. La Conférence du désarmement à Genève et la Commission du désarmement de l'ONU n'aboutissent à aucun résultat concret. La négociation d'un traité d'interdiction de la production de matières fissiles n'a pas commencé en dépit de propositions concrètes dont celle de la France.
La création d'une zone exempte d'armes nucléaires au Moyen-Orient est au point mort depuis qu'en 1995 une résolution en ce sens est adoptée dans le cadre de la conférence quinquennale d'examen du TNP. La conférence d'examen de 2010 relance la mise en œuvre de cette résolution en prévoyant notamment la tenue d'une conférence dédiée à cette question en 2012. Israël, soutenu par les États-Unis, conditionne sa participation au règlement préalable du conflit israélo-palestinien. Cette exigence et plus généralement le contexte géopolitique très instable du Moyen-Orient conduisent à repousser cette conférence qui se tient finalement en 2019 pour une première réunion préparatoire, à laquelle Israël et les États-Unis ne participent pas, rendant ainsi très incertaine toute perspective d'aboutissement à un résultat concret dans un avenir proche, d'autant plus que dans le même temps l'accord JCPoA avec l'Iran est caduc et que les autres puissances régionales, la Turquie et l'Arabie saoudite, laissent entendre publiquement leur intérêt pour le nucléaire. Ces incertitudes relatives à la non-prolifération nucléaire au Moyen-orient affaiblissent le TNP,,.

### Compatibilité ou non du «parapluie nucléaire» avec le TNP
Tous les États membres de l'OTAN qui ne possèdent pas l'arme nucléaire ont signé le TNP. Au moins pour certains d'entre eux, le renoncement à l'arme nucléaire est lié au fait qu'ils bénéficient du « parapluie nucléaire » fourni par les États-Unis et formalisé par les plans nucléaires de l'OTAN et la présence sur le sol de plusieurs États européens, encore en 2019, de bombes nucléaires tactiques américaines. Cette situation, héritée du contexte géostratégique existant lors de la conclusion du TNP est ambigüe : elle peut être vue comme évitant la prolifération d'armes nucléaires dans des pays qui auraient toutes les capacités pour s'en doter, comme elle peut être analysée comme une forme de prolifération rampante. L'historienne Chloé Maurel a montré comment l'ONU (avec ses agences comme l'AIEA) a beaucoup oeuvré (malgré les pesanteurs et limites), depuis 1945, à essayer de réduire les tensions et les dangers issus de la prolifération nucléaire en promouvant la notion de "non-prolifération" et en faisant adopter en 1968 le Traité de non-prolifération (TNP), puis en 2017 le TIAN: Traité d'interdiction des armes nucléaires (entré en vigueur en 2021).
Dans le contexte géopolitique des années 2020, l'idée avancée par le président français E. Macron que la force de frappe française pourrait profiter aux États membres de l'Union européenne soulève cette question,.

### Prévention du risque de terrorisme nucléaire
Pour un article plus général, voir Conventions internationales sur le terrorisme.
La montée du terrorisme incite la communauté internationale à traiter ce risque dans le droit international et à renforcer la lutte contre la dissémination des matières fissiles et des technologies nucléaires.
Dans le cadre de l'ONU, la résolution 1540 adoptée en avril 2004 par le Conseil de sécurité interdit tout transfert de nature nucléaire à des acteurs non étatiques, et une Convention internationale pour la répression des actes de terrorisme nucléaire est adoptée en 2005,. La France, selon le site officiel FranceTNP, « prend très au sérieux les risques attachés à l’apparition d’une forme de terrorisme nucléaire et radiologique » et soutient, financièrement et par les contributions de ses experts, les initiatives multilatérales prises dans ce domaine.

### Prolifération des missiles
Les nouvelles puissances nucléaires se dotent en nombre de missiles balistiques en nombre, vecteurs potentiels d’armes de destruction massive,. La Corée du Nord teste un missile capable d'atteindre les États-Unis en 2017,.
L'Iran possède le plus grand et le plus divers arsenal de missiles du Moyen-Orient, avec des milliers de missiles balistiques et de croisière, certains capables de frapper jusqu'en Israël et en Europe du Sud-Est. L'Iran est également une plaque tournante majeure de la prolifération des armes, fournissant des missiles à ses alliés tels que le Hezbollah, le régime syrien et les rebelles houthis du Yémen. Dans un contexte où l'Iran pourrait devenir une puissance nucléaire, cet arsenal inquiète les Occidentaux qui cherchent à en faire un objet de négociations.
Le développement ou l'acquisition de vecteurs capables d'emporter une charge nucléaire sont relativement faciles puisque le commerce des missiles n'est pas couvert par le traité sur la non-prolifération nucléaire. Toutefois, deux accords restreignent le commerce balistique : le Régime de contrôle de la technologie des missiles (MTCR) établi en 1987, et le Code de conduite de La Haye contre la prolifération des missiles balistiques (HCOC) établi en 2002. Mais les États n’y participent que sur une base volontaire, et leurs directives sont non-contraignantes sur le plan du droit international,.

## Évolution des doctrines de dissuasion nucléaire

### Doctrines de dissuasion nucléaire auXXIesiècle
Durant la guerre froide, les doctrines de dissuasion nucléaire évoluent avec l'accumulation effarante des armes nucléaires, leur sophistication, et l'idée toujours plus ancrée au fil des décennies selon laquelle l'arme nucléaire doit avoir avant tout une fonction dissuasive et ne peut être employée pour mener une guerre. Les évolutions politiques et sociétales des trente dernières années rendent toujours moins légitime la menace nucléaire. Abondant dans ce sens, la Cour internationale de justice (CIJ) estime en 1996 que l'emploi ou la menace d'emploi de l'arme atomique serait contraire au droit international.
Tous les pays nucléaires prétendent avoir adopté la dissuasion comme concept global. Bien que cela ne soit pas une garantie contre un échec de la dissuasion, le principe de non-utilisation semble fermement ancré, et l'idée d'utiliser des armes nucléaires pour mener la guerre a disparu des doctrines stratégiques. Ce contexte et les améliorations technologiques des vecteurs devenus plus précis et plus souples d'emploi font évoluer les doctrines de dissuasion sans toutefois les révolutionner : le « No-first-use » et le « déciblage » en sont les plus notables.
La doctrine de non-recours en premier aux armes nucléaires (en anglais « No-first-use ») s'inscrit dans cette logique de pure dissuasion défensive. La Chine l'a depuis toujours adoptée et confirme toujours s'y tenir dans son Livre blanc « La défense nationale de la Chine à l'ère nouvelle » publié en 2019,. L'Inde la revendique également. Les États-Unis ont considéré son adoption durant la présidence de Barack Obama, mais ne sont finalement pas allés au bout de la démarche. Le fait que rien n'empêche une puissance qui aurait adopté le « No-first-use » de changer brutalement de posture pose la question de sa crédibilité. Le contexte géopolitique de la fin de la décennie 2010 conduit donc la plupart des puissances nucléaires à ne prendre aucun engagement de cette nature. En revanche, les cinq puissances nucléaires membres permanents du Conseil de sécurité réaffirment en 1995 par la résolution 984 leur engagement pris dans le TNP de ne pas employer d'arme nucléaire contre des pays qui n'en sont pas dotés,,.
Durant la guerre froide, la plupart des armes nucléaires ont une cible assignée. Il peut s'agir d'une zone urbaine (dans une stratégie « anti-cités ») ou de cibles militaires ou stratégiques (dans une stratégie « anti-forces »). En 2000, les cinq puissances nucléaires historiques déclarent de manière coordonnée que leurs forces ne sont désormais plus pointées en permanence sur une cible prédéterminée.

### Israël et le Pakistan: le nucléaire comme arme de survie du pays
La Shoah et le manque de profondeur stratégique du pays sont à l'origine du programme nucléaire d'israël qui considère l'arme nucléaire comme le moyen de pallier sa vulnérabilité contre des attaques de toutes natures résultant de sa géographie — petit État, adossé à la mer — et du grand nombre d'États du Moyen-Orient qu'il perçoit comme étant belliqueux à son égard. La stratégie de dissuasion nucléaire d'Israël repose d'une part sur le maintien d'une opacité quasi-totale sur son programme nucléaire et sa doctrine d'emploi de ses armes nucléaires, et d'autre part sur sa volonté de rester la seule puissance nucléaire au Moyen-Orient.
La politique d'« ambiguïté nucléaire » d'Israël sert trois objectifs majeurs : en premier lieu, elle permet au pays de ne pas inciter à une prolifération massive de l’arme atomique dans la région. Ensuite, cette ambiguïté évite à Israël une condamnation de son programme nucléaire militaire par la communauté internationale, et lui permet surtout de ne pas subir de pression des États-Unis tant qu'il n'admet pas publiquement disposer d'un arsenal nucléaire et qu'il ne revendique pas à d'essai nucléaire selon l'accord passé en 1969 entre R. Nixon et G. Meir. Enfin, cette ambiguïté nucléaire permet à Israël d’éviter de définir « la ligne rouge » qui, si elle était franchie par ses adversaires, justifierait d'une riposte nucléaire. Il en résulte qu'Israël est bien loin d'adopter une doctrine de « No-first-use ».
Pour rester à l'abri de l'émergence d'autres puissances nucléaires dans la région, Israël adopte une stratégie préventive menée avec des moyens conventionnels, ainsi que le déclare en 1981 le M. Begin en 1981, après que la chasse israélienne a bombardé le site nucléaire irakien d’Osirak : « Nous n’accepterons sous aucunes circonstances que l’ennemi développe des armes de destruction massive contre notre nation ». La doctrine Begin est appliquée de nouveau en 2007 avec la Syrie où Israël bombarde un site qui abriterait la construction d'un réacteur à eau lourde devant servir à la production de plutonium militaire. Cependant, ces deux cas ne signifient pas que cette doctrine puisse être appliquée en toute circonstance. Les États antagonistes d'Israël en ont tiré les leçons en enterrant profondément leurs installations nucléaires, en les dispersant et en les protégeant mieux d'attaques aériennes. En témoigne le fait que dans les années 2010 aucune action militaire conventionnelle n'a été menée par Israël contre l'Iran, pourtant perçu comme le pire ennemi du pays et dont le programme nucléaire est pourtant un sujet d'angoisse des dirigeants israéliens,.

### Doctrine nucléaire de l'OTAN
Pour un article plus général, voir Organisation du traité de l'Atlantique nord.
Le « concept stratégique » actuel de l'OTAN, date du sommet de l'OTAN qui se tient en 2010 à Lisbonne. Son préambule affirme qu'il « engage l’OTAN sur l’objectif qui consiste à créer les conditions pour un monde sans armes nucléaires, mais il reconfirme que, tant qu’il y aura des armes nucléaires dans le monde, l’OTAN restera une alliance nucléaire ». Les Alliés déclarent vouloir disposer des « capacités nécessaires pour assurer la dissuasion et la défense contre toute menace [par] une combinaison appropriée de forces conventionnelles, nucléaires et de défense antimissile ». L'OTAN réaffirme que la sécurité collective de ses membres repose pour une part sur la dissuasion nucléaire. En même temps, l'Alliance dit chercher à assurer sa sécurité au niveau de forces le plus bas possible et à promouvoir la maîtrise des armements, le désarmement et la non-prolifération. L'élément le plus nouveau est l'accent mis sur la défense antimissile au grand dam toutefois des Russes qui y voient un risque de rupture de l'équilibre stratégique, et dont le déploiement effectif dans les années 2010 devient une des causes du regain de tension entre la Russie et les Occidentaux.
Le concept stratégique confirme le « parapluie nucléaire » américain, tout en évoquant la contribution des forces nucléaires françaises et britanniques en ces termes : « la garantie suprême de la sécurité des Alliés est apportée par les forces nucléaires stratégiques de l’Alliance, en particulier celles des États-Unis ; les forces nucléaires stratégiques indépendantes du Royaume-Uni et de la France, qui ont un rôle de dissuasion propre, contribuent à la dissuasion globale et à la sécurité des Alliés ».
Les États-Unis maintiennent un total d'environ 150 bombes nucléaires tactiques B-61 dans cinq pays européens de l'OTAN, qui peuvent armer des avions F-15E de l'USAF et des avions à capacité duale des armées de l'air de ces cinq pays. Ces armes ne répondent pas à un besoin militaire mais symbolisent politiquement et psychologiquement l'engagement des États-Unis à garantir la sécurité de l'Europe. Au début des années 2010, de nombreuses voix se font entendre en Europe et aux États-Unis pour les éliminer. Mais depuis la crise en Ukraine et le changement de pied dans la relation avec la Russie, les membres de l'OTAN se sont accordés pour les conserver et les moderniser. Au sommet de Varsovie en 2016, les dirigeants de l'OTAN déclarent que « la posture de dissuasion nucléaire de l'OTAN repose également, en partie, sur les armes nucléaires des États-Unis déployées à l'avant en Europe, ainsi que sur les capacités et l'infrastructure mise à disposition par les Alliés concernés »,,.

### La dissuasion française et l'Europe
La doctrine de dissuasion nucléaire française est essentiellement stable depuis son origine dans les années 1950-1960. Telles que définies en 2001 par J. Chirac à l'IHEDN, les trois fonctions de la force de dissuasion nucléaire française, à savoir garantir que la survie de la France ne pourra être mise en cause par une puissance majeure, préserver sa liberté d'action face à des acteurs régionaux et contribuer à la sécurité de l'Europe et de l'Alliance atlantique, demeurent fondamentalement les mêmes deux décennies plus tard. Ces propos s'inscrivent eux-mêmes dans la continuité directe de la politique d'indépendance nationale voulue par Charles de Gaulle durant sa présidence de 1958 à 1969.
L'évolution à la marge de la doctrine de dissuasion depuis le début de ce siècle concerne le dépassement de l'accent mis sur l'autonomie stratégique de décision de la France par l'inclusion plus explicite des engagements internationaux de la France dans le champ de la dissuasion. F. Hollande le dit en 2015 dans ces termes : « La France est l'un des rares pays au monde dont l'influence et la responsabilité se situent justement à l'échelle planétaire. Et les forces de dissuasion permettent de garantir que les engagements internationaux de la France seront toujours honorés, même si l'emploi de l'arme nucléaire n'est concevable que dans des circonstances extrêmes de légitime défense ». Cette évolution vers un lien plus étroit entre la capacité de dissuasion de la France et l'appartenance de la France à l'Union européenne est davantage soulignée encore durant la présidence d'E. Macron, dans la Revue stratégique de défense et de sécurité nationale 2017, comme dans le discours prononcé en février 2020 à l'École de guerre : « nos forces nucléaires [...] renforcent la sécurité de l’Europe par leur existence même et à cet égard ont une dimension authentiquement européenne. Sur ce point, notre indépendance de décision est pleinement compatible avec une solidarité inébranlable à l’égard de nos partenaires européens. [...] Les intérêts vitaux de la France ont désormais une dimension européenne »,.
La doctrine française repose sur quelques principes, constamment réaffirmés par les présidents de la République et les documents de politique de sécurité nationale depuis le début de ce siècle. La dissuasion nucléaire « protège la France contre toute agression d’origine étatique contre ses intérêts vitaux, d’où qu’elle vienne et quelle qu’en soit la forme », elle « est strictement défensive. L’emploi de l’arme nucléaire ne serait concevable que dans des circonstances extrêmes de légitime défense ». La définition publique des intérêts vitaux et donc du seuil nucléaire est nécessairement floue. Avec moins de 300 armes nucléaires, le format de la force de dissuasion correspond à un niveau de stricte suffisance permettant le maintien d'une posture permanente de dissuasion par chacune des deux composantes océanique et aéroportée.
De façon explicite depuis le Livre blanc de 1994, la France considère que la prolifération des armes de destruction massive, chimiques ou biologiques, présente des risques qui pourraient menacer ses intérêts vitaux. La guerre civile en Syrie a montré que l'hypothèse de l'emploi d'armes chimiques n'était pas irréaliste, bien que la Convention sur les armes chimiques soit quasi-universelle. Une campagne terroriste ou une cyberattaque de grande ampleur commanditée par un État étranger entre aussi dans le champ des menaces contre les intérêts vitaux de la France et donc de la dissuasion nucléaire. Le fait que des agressions non nucléaires puissent menacer ses intérêts vitaux conduit la France à limiter la portée des garanties négatives de sécurité accordées aux États non nucléaires au titre du TNP par des réserves.
Il résulte de ces considérations que la France n'exclut pas d'employer en premier l'arme nucléaire et ne s'inscrit donc pas dans la logique « No-first-use ». En revanche, la France ne se reconnaît pas dans les concepts de première frappe à caractère préventif ou préemptif.

## Modernisation de l'arsenal nucléaire
La modernisation des arsenaux nucléaires se concentre désormais beaucoup plus sur les systèmes d'armes que sur les ogives en raison du respect de facto de l'interdiction des essais nucléaires. Il est désormais difficile de développer des types entièrement nouveaux d'armes nucléaires sûres et efficaces.

### Des programmes ambitieux de modernisation
Toutes les puissances nucléaires prévoient de moderniser leur force nucléaire, en y consacrant des moyens plus importants que dans les décennies précédentes.
En France, la modernisation des deux composantes de la force de dissuasion est inscrite dans la LPM 2019-2025. Sur la période 2019-2023, environ 25 milliards d'euros seront consacrés à la dissuasion nucléaire sur un total de 112,5 milliards d'euros de crédits de paiement pour l'équipement des forces armées françaises,,.
Les États-Unis consacrent 25 milliards USD en FY2020 et 29 milliards USD en FY2021 à la modernisation de leur arsenal nucléaire, soit en une année un investissement du même ordre de grandeur que la France en cinq ans,. Le programme prévoit de remplacer chacune des trois composantes de la « triade » existante par de nouveaux systèmes, l'ICBM provisoirement baptisé GBSD , le bombardier B-21 Raider et le SNLE de la classe Columbia.

### Le SNLE, fer de lance de la dissuasion
La crédibilité et l'efficacité de la force nucléaire d'un État sont fonction de quatre facteurs principaux : son invulnérabilité, sa précision, sa souplesse d'emploi et la sureté de sa chaîne de commandement. En ce début de XXIe siècle, le sous-marin nucléaire lanceur d'engins (SNLE) demeure le vecteur invulnérable par excellence qui garantit donc une capacité de frappe en second. Avec quatre SNLE, il est possible d'assurer la permanence à la mer d'un SNLE dans de bonnes conditions de dilution dans l'immensité des océans, et d'en aligner un deuxième en cas de nécessité.
| Force       | Nombre de SNLE | Nombre de lanceurs | Avant 1990 | 1991-2000       | 2001-2010       | 2011-2020      |
| ----------- | -------------- | ------------------ | ---------- | --------------- | --------------- | -------------- |
| États-Unis  | 14             | 280                | 7 Ohio     | 7 Ohio          |                 |                |
| Russie      | 10             | 160                |            | 6 Delta IV      |                 | 4 Boreï        |
| France      | 4              | 64                 |            | 2 Le Triomphant | 2 Le Triomphant |                |
| Royaume-Uni | 4              | 64                 |            | 4 Vanguard      |                 |                |
| Chine       | 4              | 48                 |            |                 |                 | 4 Type 094     |
| Inde        | 1 (+3)         | 4 (+24)            |            |                 |                 | 1 (+3) Arihant |

Le sous-marin nucléaire lanceur d'engins et son missile associé (SLBM) forment un système d'armes complexe qui nécessite une longue expérience pour atteindre un haut niveau de fiabilité, de silence de fonctionnement et de performance, que seuls les États-Unis, la Russie le Royaume-Uni et la France possèdent en 2020. Ces quatre États ont engagé le développement d'une nouvelle génération de SNLE. Aux États-Unis, la construction du premier des douze SNLE de la nouvelle classe Columbia a commencé en 2019 pour une mise en service prévue en 2027. Le Royaume-Uni a lancé la construction de quatre sous-marins de la nouvelle classe Dreadnought, dont le premier exemplaire doit entrer au service actif au début des années 2030. La France a elle aussi lancé la conception d'un SNLE de troisième génération dont le financement est inscrit dans la LPM 2019-2025 ; le premier SNLE 3G doit entrer en service à l’horizon 2030.
La Chine et l'Inde en sont encore aux premiers stades de développement dans ce domaine,.

### Nouvelles technologies
Le secrétaire américain à la Défense, Mark Esper, a justifié le premier déploiement d’une arme nucléaire de faible puissance à bord d'un sous-marin par l’ambition des États-Unis de « contenir des conflits avec tout autre pays ».